# Sistema di scrittura giapponese
Il moderno sistema di scrittura della lingua giapponese utilizza tre principali tipi di caratteri: logogrammi (kanji), due sillabari (hiragana e katakana) e l'alfabeto latino in casi ristretti (rōmaji).
I kanji, di origine cinese, sono 2997 (quelli più comuni sono noti come jōyō e jinmeiyō kanji) e vengono utilizzati soprattutto per sostantivi, verbi, aggettivi e nomi propri di persona; i due sillabari (kana) contengono ciascuno 46 caratteri di base (71 compresi i segni diacritici), ognuno dei quali corrisponde ad un suono nella lingua giapponese, vengono utilizzati nella flessione linguistica dei verbi e degli aggettivi e nelle particelle grammaticali. Quasi tutte le frasi giapponesi contengono sia kanji che hiragana, mentre più raramente viene utilizzato il katakana. Quest'ultimo viene utilizzato per la traslitterazione delle parole e dei nomi stranieri, per la trascrizione di nomi scientifici di animali e piante e per i versi degli animali. A causa di questa miscela di caratteri, oltre a un grande inventario di caratteri kanji, il sistema di scrittura giapponese è spesso considerato come uno dei più complicati in uso in tutto il mondo.

## Storia
La scrittura giapponese è giunta dalla Cina. L'arrivo ufficiale delle « lettere cinesi » o kanji avrebbe avuto luogo nel 522 secondo il Nihonshoki dell'anno 720. Si trattò della spedizione di sūtra e di una statua di Buddha dal re Syöng-Myöngdel del reame coreano di Paekje all'imperatore del Giappone Kinmei. Un'altra fonte, il Gankōji engi, cita la data 538.
Esistono parecchie forme di scritture primitive chiamate jindai moji, ma anche, kamiyo moji (神代文字?), letteralmente « scrittura dell'era degli dei », che fu scoperta recentemente e che incorpora qualche carattere vagamente pittografico, qualche carattere runico ed altri in apparenza molto vicini agli Hangŭl coreani. Essi sono ora considerati dei falsi creati negli anni trenta ed utilizzati per promuovere il nazionalismo giapponese.
L'adozione della scrittura cinese è stata conseguenza di una vicinanza geografica più che di una similitudine linguistica. Inizialmente, i sinogrammi non erano utilizzati per scrivere il giapponese; ma essere un letterato significava possedere l'abilità di leggere e scrivere il cinese classico. Esisteva una volta un sistema chiamato kanbun (漢文?), che utilizzava nello stesso momento i caratteri cinesi (kanji) e "qualcosa" di molto simile alla grammatica cinese, dei segni diacritici erano messi a fianco dei caratteri cinesi per contribuire a far comprendere l'equivalente giapponese. La prima cronaca storica del Giappone, il Kojiki (古事記?), compilata prima del 712, sarebbe stata scritta in kanbun. Oggi, le università giapponesi e qualche liceo insegnano sempre il kanbun nei loro corsi letterari.
Non c'è stato sistema di scrittura della lingua giapponese orale fino allo svolgimento dei man'yōgana (万葉仮名?), che utilizzavano dei caratteri cinesi per le loro proprietà fonetiche (derivate della loro lettura cinese) piuttosto che per il loro valore semantico. I man'yōgana sono inizialmente stati utilizzati per scrivere delle poesie, come per il Man'yōshū (万葉集?), che fu compilato prima del 759 e che darà il suo nome al sistema di scrittura derivato.

## Metodo di scrittura
La lingua giapponese, durante i secoli, si è progressivamente adattata ai sinogrammi cinesi per creare una scrittura che oggigiorno è composta da quattro sistemi grafici: kanji (sinogrammi), hiragana e katakana (due scritture sillabiche) e rōmaji (l'alfabeto latino). Non è quindi usato in Giappone un sistema di scrittura specificamente giapponese che possa dirsi definitivo, o comunque utilizzato con precedenza rispetto ad altri.
Contrariamente alla lingua cinese che possiede i toni, la lingua giapponese è atona.
Come nella lingua cinese,  possiede numerosi omofoni. I kanji oltre a differenziare questi ultimi in modo più efficace rispetto agli alfabeti sillabici permettono di esprimere concetti complessi in modo sintetico. Queste caratteristiche, unite a considerazioni d'ordine storico e culturale, rendono improbabile, al giorno d'oggi, che i kanji siano dimensionati nel loro utilizzo a vantaggio di una scrittura puramente fonetica. Pur tenendo questo in mente bisogna comunque riconoscere al giapponese una evoluzione molto rapida, soprattutto nei confronti dei moderni mezzi di comunicazione.
Una dimostrazione della variabilità di scrittura è questo estratto della prima pagina del giornale Asahi Shinbun del 19 aprile 2004, che utilizza simultaneamente le quattro forme di scrittura (kanji in rosso, hiragana in blu, katakana in verde, rōmaji e cifre arabe in nero):
- ラドクリフ、マラソン五輪代表に、１万メートル出場にも含み (?, Radokurifu, marason gorin, daihyō ni ichi-man mētoru shutsujō ni mo fukumi.)
- (lett. "Radcliffe, partecipante alla maratona olimpica, concorrerà anche per i diecimila metri.")

### Kanji

Nihongo in kanji

La maggior parte dei kanji (caratteri Han) sono derivati dagli hànzì cinesi anche se molti sono stati in seguito semplificati, modificati ed addirittura creati ex novo (kokuji). Quando furono adottati, i giapponesi adottarono ugualmente le loro pronunce che hanno dovuto essere adattate al sistema fonetico giapponese molto più povero in quanto a varietà di suoni, e per questo risulta un grande numero di omofoni. I kanji hanno talvolta un senso diverso tra il giapponese ed il cinese, poiché i prestiti, fatti nel corso del tempo, non sono stati uniformi, a volte per il senso, a volte per la pronuncia: si scriverebbero allora certe parole giapponesi con un ideogramma cinese, la cui pronuncia però sarebbe più simile a quella giapponese.
I kanji giapponesi hanno per conseguenza parecchie letture, comunemente chiamate on'yomi (音読み? lett. "lettura on") corrispondente alla  - o alle - lettura d'origine cinese e kun'yomi (訓読み? lett. "lettura kun) corrispondente alla lettura giapponese. Ad esempio  (音? lett. "rumore") viene letto oto (おと?) in lettura kun e on (オン?) in lettura on.
Il sistema scolastico giapponese insegna 1945 kanji riconosciuti ufficialmente dal Ministero dell'istruzione del Giappone. Questo apprendimento è sviluppato in gran parte dalla scuola dei ragazzi giapponesi. Tuttavia, in pratica, pressappoco 1000 sono usati comunemente. L'unica eccezione è il kanji "unico", utilizzato solamente per i cognomi o in pochi luoghi.

### Kana

Origine degli hiragana dai sinogrammi

I kana sono sillabari giapponesi in contrapposizione con la scrittura logografica dei kanji. Esistono tre tipi di kana: l'antico man'yōgana e i moderni hiragana e katakana. Gli hentaigana sono considerati una variante storica dello hiragana.

#### Man'yōgana
Il man'yōgana rappresentava l'utilizzo fonetico di alcuni kanji. Nel corso della loro evoluzione hanno mantenuto il solo valore fonetico, perdendo ogni significato legato al kanji d'origine, e si sono semplificati nella forma, dando vita ai moderni hiragana e katakana.

#### Hiragana
Lo hiragana è usato in molti casi per la formazione di nuove parole, in quanto è più complesso aumentare il numero di kanji. Alcune forme si sono cristallizzate in hiragana, come la parola する (suru, "fare") è scritta con due sillabe, す (su) + る (ru), anche se esiste la forma arcaica in kanji 為る. Esclusivamente in hiragana vengono scritte alcune particelle del discorso, come congiunzioni o preposizioni, ma anche dei morfemi grammaticali legati a kanji che indicano nel sistema verbale tempo, modo o altre informazioni linguistiche: per esempio "mangio" 食べます (ta-be-ma-su) e "mangiai" 食べた (ta-be-ta).
Un altro utilizzo è quello di indicare la pronuncia dei kanji, perché la maggior parte di essi ha più pronunce e ciò porta spesso a confusione anche tra parlanti nativi. Il monte Fuji viene scritto in kanji 富士山 e pronunciato normalmente ふじさん (Fujisan), utilizzando la lettura on'yomi さん (san) del kanji 山. Questo carattere ha però una seconda lettura, in kun'yomi, come やま (yama), considerata una variazione e quindi secondaria nel caso Fujisan-Fujiyama.

#### Katakana
Il katakana è usato in genere per scrivere i forestierismi. Per esempio, terebi deriva dall'inglese televi(sion), ed è scritto con tre sillabe in katakana: テ (te) + レ (re) + ビ (bi). Essendo un sillabario dal numero chiuso, non è possibile trascrivere accuratamente tutti i suoni delle lingue straniere, e quindi vi sono spesso adattamenti fonetici: nell'esempio sopracitato, ⟨-le-⟩ inglese diventa per vicinanza レ (re) e ⟨-vi-⟩ diventa ビ (bi), perché in giapponese i suoni [l] e [v] non sono presenti e quindi non contemplati nei metodi di scrittura.

#### Hentaigana
Lo hentaigana è una variante in voga fino al Novecento dello hiragana, ed era utilizzato in maniera intercambiabile con esso. Oggi giorno sono considerati obsoleti, tranne nei casi in cui il loro utilizzo abbia una lunga tradizione, come nei certificati di alcune arti marziali giapponesi.

### Rōmaji

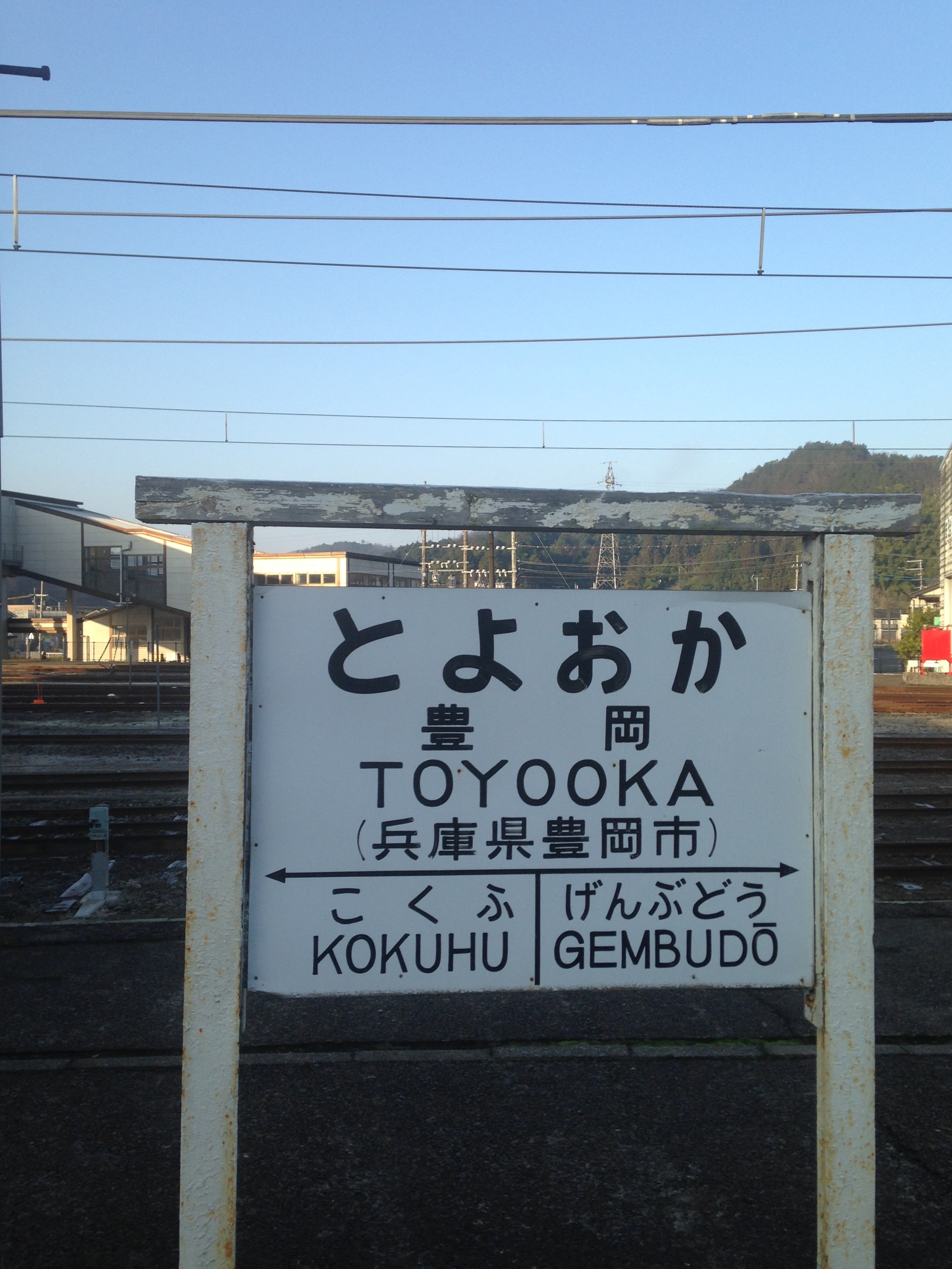
Esempio di rōmaji misto, con "Gembudō" in Hepburn tradizionale e "Kokuhu" in Kunrei

Il rōmaji (ローマ字? lett. "caratteri romani") è la scrittura del giapponese in caratteri latini, diventata fondamentale nel giapponese per scrivere con mezzi a input limitati, come le tastiere del computer o dei telefonini (anche se molte tastiere supportano l'inserimento dei kana) o per indicare a parlanti stranieri nomi geografici e località in Giappone.
Esistono diversi standard per la traslitterazione del giapponese: i due più utilizzati in ambito internazionale sono il sistema Hepburn e il sistema Kunrei.

#### Sistema Hepburn modificato
Il sistema Hepburn cerca di creare una corrispondenza univoca tra i grafemi dell'alfabeto latino ed ogni fono presente in lingua giapponese:
- per i monogrammi gojūon giapponesi che indicano un suono vocalico si utilizza una lettera univoca: あ ([ä]) si trascrive ⟨a⟩;
- per i monogrammi gojūon giapponesi che indicano una sillaba (consonante più vocale) si utilizza una lettera per ogni suono: き ([ki]) si trascrive ⟨ki⟩;
- per i digrammi yōon giapponesi composti da un monogramma più や ([jä], ⟨ya⟩), ゆ [jɯᵝ], ⟨yu⟩) よ [jo̞], ⟨yo⟩) si utilizza una lettera per il primo monogramma e due lettere per il secondo: きゃ [kʲa] si trascrive ⟨kya⟩, cioè ⟨k(i)⟩ + ⟨ya⟩;
- per il monogramma ん, l'unico che indica un fono singolo, sempre nasale, e non una sillaba (e per questo chiamato "n moraica"), si utilizza una lettera univoca: ⟨n⟩.

#### Sistema Kunrei
Il sistema Kunrei è il secondo sistema ufficiale più usato, basato sulla fonologia giapponese e spesso non molto chiaro ai parlanti non nativi. Le caratteristiche principali sono:
- la traslitterazione di alcuni kana diversamente dell'Hepburn: し è ⟨si⟩ (⟨shi⟩ in Hepburn), しゃ è ⟨sya⟩ (⟨sha⟩ in Hepurn), ち è ⟨ti⟩ (⟨chi⟩ in Hepburn) e via dicendo;
- le vocali lunghe vengono ripetute (おお diventa ⟨oo⟩)
- l'allungamento di お (⟨o⟩) in おう viene traslitterato ⟨ou⟩ (e non ⟨ō⟩ come in Hepburn).

#### Sistema Nihon-shiki
Il Nihon-shiki è il secondo sistema creato dopo l'Hepburn, ed ha gettato le basi per il sistema Kunrei. Le particolarità del Nihon-shiki sono le stesse del Kunrei, tranne l'allungamento delle vocali, scritte con il circonflesso (おお diventa ⟨ô⟩).

### Furigana

Kanji con furigana

I furigana indicano delle versioni più piccole dello hiragana e katakana poste sopra (nella scrittura orizzontale) o a destra (in quella verticale) di un kanji per indicarne l'esatta pronuncia. Nelle pubblicazioni per bambini o per studenti di giapponese sono utilizzati come un vero e proprio sostegno per la lettura e appaiono in molti casi sopra ogni kanji, Giappone viene reso questo modo: 日本 (Nippon).

## Ordine
Tradizionalmente, il giapponese si scrive in forma tategaki (縦書き?), cioè senza spazi tra le parole, dall'alto al basso e da destra a sinistra:
```
 p   r   u   i   s   e
 o   m   r   s   e   c
 n   a   a   c   m   c
 e   g   i   r   p   o
 s   i   n   i   i   u
 e   a   f   t   o   n
     p   o   t   d   e
```

Ma vi è un aumento di libri scritti nella forma yokogaki (横書き?), cioè da sinistra a destra e dall'alto al basso, come in italiano. È specialmente il caso dei lavori scientifici. La forma tategaki non è, come può sembrare al primo approccio, così differente dalla forma yokogaki, che consiste in una semplice rotazione di un quarto di giro della direzione di scrittura.